# Yves Hughes
 (novembre 2014).
Si vous disposez d'ouvrages ou d'articles de référence ou si vous connaissez des sites web de qualité traitant du thème abordé ici, merci de compléter l'article en donnant les références utiles à sa vérifiabilité et en les liant à la section « Notes et références ».
Yves Hughes, né le 4 janvier 1960 à Genève et mort en juin 2020, est un écrivain français.

## Biographie
Il passe son enfance à Annecy. À l’adolescence, la lecture d’Hemingway éveille ses premiers désirs d’écrire. Il fréquente la faculté de lettres de Genève pour écouter Michel Butor et Jean Starobinski. Puis il s’installe à Paris où il est lecteur dans différentes maisons d’édition (Le Seuil, Gallimard). 
Il écrit pour la télévision des sitcom et des scénarios policiers. On lui doit aussi des sketches pour Les Guignols de l'info sur Canal+. Il signe aussi régulièrement des fictions pour la radio (France Inter, France Culture).
Parallèlement à ses romans, il a publié une trentaine de livres pour la jeunesse.

### Romans
- Même la pluie, Albin Michel, 2001
- Noces de paille, Calmann-Lévy, 2005
- Fleur de peau, L'Aube, 2007
- Banal Transit, L'Aube, 2007
- En chantier, Stock, 2011
- Éclats de voix, Les Escales, 2013
- Méandre, Stock, 2014
- Juste un lendemain, Lattès, 2015
- Pâle copycat, L'Aube, 2020
- Signe de terre, L'Aube, 2022

### Nouvelles
- Intérieur nuit, Calmann-Lévy, 2006
- Juste un lendemain, JC Lattès, 2015

### Littérature jeunesse
- Contre la montre, Gallimard, 1998
- Sale temps, Gallimard, 1999
- Cœur de piaf, Gallimard, 2000
- Star en danger, Milan, 2001
- Coup de corne, Milan, 2002
- Viva el toro, Gallimard, 2002
- Septembre en mire, Gallimard, 2002
- Rapt à Branchecourt, Gallimard, 2002
- Princesse de glace, Milan, 2003
- Mystère et crapaudaille, Gallimard, 2003
- Polar Bear, Gallimard, 2004
- Chevaliers de la Licorne, Gallimard, 2004
- Piège miniature, Gallimard, 2004
- Faim de loup, Gallimard, 2005
- Vieilles neiges, Gallimard, 2005
- Boulevard du fleuve, Gallimard, 2005
- Enquête à Mon Quotidien, Gallimard, 2005
- Bêtes de scène, Gallimard, 2005
- Fabulous Circus, Syros, 2006
- Trop bavards, Gallimard, 2006
- Donjon maudit, Gallimard, 2006
- Secret d’éléphant, Gallimard, 2007
- Billet secret, Gallimard, 2007
- Magicien des mers, Gallimard, 2008
- Fausse note, Grasset, 2008
- Caracol crime, Grasset, 2010
- Train mystère, Gallimard, 2010
- Nanuq en balade, Gallimard, 2010
- Trac aux trousses, Syros, 2014

## Fictions radio
- France Culture, 60 min : « Mal en voix »
- France Culture, 5 x 8 min : « Pluie de Picardie »
- France Inter, 30 min : « À l’intérieur et sous la peau, Rousseau », « Le soleil au ventre, Van Gogh », « À l’assaut du mont Blanc », « Force 9 », « Coût de couteau », « Au diable vauvert », « Poids mort », « Entre chien et loup », « Corps à corps »
- France Inter, 20 min : « Vert de fleuve » (1er Prix Radiophonies 2003), « Triangle des Bermudes », « Sous les étoiles », « Châteaux de sable », « Mémoire de diam », « Avenue de l’Ouest », « Le Million dans le giron », « Éclats de voix », « Mémoire de fumier », « Cercueil béton », « Hors piste », « Colimaçon balade », « Règne animal », « Singing comète »
- France Bleu, 20 min : « Pages noires », « Noces de coton », « Par cœur », « Le jeu de l’amour et du football », « Le poids des maux », « Pigeon vol », « Rafistolage », « Clownerie », « Fugue en haut », « Accroche-Cœur », « Impromptu », « Effets de manches », « Rêve de zinc », « Trace de femme », « Le singe vert »
- France Bleu, 15 x 5 min (Claude Piéplu et Julien Guiomar) : « On aura beau dire »
- France Bleu, 5 min : « Un Noël de Claire », « Les manèges de Claire », « Les amandes de Claire », « Les trains de Claire », « Les pluies de Claire », « Amble », « Direct », « Ville », « Mémoire d’écureuil », « Sang de millefeuille »